# 南江臭蛙
南江臭蛙（学名：Odorrana nanjiangensis），一种分布于中国西部地区的两栖动物，隶属于蛙科臭蛙属。模式产地为中国四川省南江县城郊。

## 形态特征
南江臭蛙雄蛙体长50.0～59.6毫米，雌蛙体长57.7～84.2毫米。身体背部光滑，呈绿色，具大的棕褐斑；体侧黄绿色，有大小不等的棕褐色斑点；四肢背面草绿色，有棕褐色宽横纹；身体腹面为浅黄色，雄蛙咽喉部略显浅灰棕色云斑。